# جون فيتزجيرالد (لاعب كرة قاعدة)
جون فيتزجيرالد (بالإنجليزية: John Fitzgerald)‏ هو لاعب كرة قاعدة أمريكي، ولد في 15 سبتمبر 1933 في بروكلين في الولايات المتحدة.

## وصلات خارجية
- جون فيتزجيرالد (لاعب كرة قاعدة) على موقعبيزبول رفرنس.كوم (الدوري الرئيسي) (الإنجليزية)